# Christopher Kohn
Christopher Kohn (* 14. Dezember 1984 in Seehausen (Altmark)) ist ein deutscher Schauspieler, Synchronsprecher und Moderator.

## Leben
Zwischen 2002 und 2003 war Christopher Kohn in den Theateraufführungen von Faust (Auszug), Leonce und Lena und Antigone zu sehen. 2004 nahm er Schauspielunterricht bei Manfred Schwabe, Christoph Hilger und Ursula Michaelis und absolvierte im Folgejahr eine Ausbildung in einem Camera-Acting-Workshop. Von 2005 bis 2006 wirkte er in der ersten Multimedia-Seifenoper Mittendrin mit, in der er die Hauptrolle des Phil spielte.
2006 übernahm er bei O₂ die Bühnenmoderation anlässlich der Bravo Supershow.
Im Jahr 2007 war er in 6 Folgen der Kinderserie Schloss Einstein im KI.KA in einer Gastrolle als Thomas zu sehen. 1 Jahr später konnte man ihn in 105 Folgen der täglichen RTL Action-Serie 112 – Sie retten dein Leben sehen, wo er den Zivildienstleistenden Kevin Vogel verkörperte. In der Telenovela Hand aufs Herz, die von Oktober 2010 bis September 2011 in Sat. 1 zu sehen war, spielte er in allen Folgen die Hauptrolle Ben Bergmann.
Seitdem ist Christopher Kohn immer wieder in weiteren Produktionen (u. a. Tatort, Notruf Hafenkante, Alarm für Cobra 11 etc.) zu sehen.
Im Jahr 2018 stieg er in der RTL Daily Soap Alles was zählt ein und entwickelte sich schnell zum Publikumsliebling. 4 Jahre lang war er als Dr. Finn Albrecht zu sehen, bevor er AWZ 2022 den Rücken kehrte.
Neben der Schauspielerei wirkt er auch in zahlreichen Produktionen als Synchronsprecher mit.
Christopher Kohn engagiert sich für krebskranke Kinder, indem er mit Aktionen wie „Bounce!“ den Verein Basketball Aid unterstützt. Ab Herbst 2011 ist er Botschafter der neuen Jugendplattform Zukundo.
Auf der Streamingplattform Twitch unterhält er seine Zuschauer zeitweise mit verschiedenen Games oder philosophiert gemeinsam mit ihnen über wichtige Themen, wie beispielsweise mentale Gesundheit.
Mit Mental Health und anderen wichtigen Themen des Lebens beschäftigt er sich auch eingehend in seinem Podcast Ratschläge unter Freunden.
Ab Frühjahr 2025 ist Christopher Kohn als männliche Hauptrolle in der neuen SAT.1 Vorabendserie Frieda – Mit Feuer & Flamme zu sehen. Er übernimmt dort die Rolle des Bürgermeisters Felix Groneberg.

## Filmografie
- 2005–2006: Mittendrin
- 2007: Schloss Einstein
- 2007: Ahornallee (Fernsehserie)
- 2007: Somewhere in chapter seven
- 2008: Ihr könnt euch niemals sicher sein
- 2008: 112 – Sie retten dein Leben (Fernsehserie)
- 2010: Emmas Chatroom
- 2010–2011: Hand aufs Herz (Fernsehserie)
- 2012: Notruf Hafenkante (Fernsehserie, Folge Figaros Rache)
- 2012: Tatort – Alter Ego
- 2012: Auf Herz und Nieren – Der Mann, den es nie gab
- 2013: SOKO 5113 – Folge 511
- 2013: Notruf Hafenkante (Fernsehserie, Folgen Versuchungen, Gelegenheit macht Diebe,  Der Maulwurf)
- 2013: Rosamunde Pilcher – Alte Herzen rosten nicht
- 2014: Alarm für Cobra 11 – Die Autobahnpolizei – Folge 261
- 2015–2016: Notruf Hafenkante
- 2018: SOKO München: Folge 615
- 2018–2022: Alles was zählt (Fernsehserie)
- 2022: Die Cindy aus Marzahn Show
- 2025: Frieda – Mit Feuer & Flamme (Fernsehserie), Hauptrolle Felix Groneberg